# 聯合國際工業
聯合國際工業有限公司，簡稱聯合國際工業（英語：ALLIED INDUSTRIES INTERNATIONAL LIMITED，港交所除牌時0260.HK），在1985年10月7日，從和豐地產投資有限公司更名而來，當時業務主要經營生產及銷售食品、鋼鐵等行業。前身為「聯合東榮有限公司」、「輝煌太平洋有限公司」、「WORMALD PACIFIC LIMITED」，以及「SUNSHINE PACIFIC LIMITED」。

## 历史
在1991年先後分拆東榮鋼鐵集團有限公司（首長國際企業有限公司前身）在港交所上市，由於過於龐大業務複雜，加上長期效益欠佳，故此印尼財團進行收購，在1997年4月25日，更名為豐泰集團國際有限公司，再在2005年4月22日更名為中國環保投資股份有限公司至今。

## 外部連結
- irasia.com/listco/hk/cei/index.htm （页面存档备份，存于）